# Uygar Mert Zeybek
Uygar Mert Zeybek (Osmangazi, 4 juni 1995) is een Turks voetballer die als middenvelder speelt.
Hij speelde in de jeugd van Boschspor en sinds 2008 in de jeugd bij Fenerbahçe SK. Op 30 mei 2015 maakte hij zijn competitiedebuut tegen Kasımpaşa SK. Alhoewel hij in de competitie sporadisch in actie kwam, speelde hij tot maart 2015 wel 16 bekerduels voor Fenerbahçe en kwam hij eenmaal in actie in de UEFA Europa League. Hij is voormalig Turks jeugdinternational.